# Alex Diniz
Alex Correia Diniz (Recife, 20 oktober 1985) is een Braziliaans wielrenner die anno 2016 rijdt voor Funvic Soul Cycles-Carrefour.
In 2006 werd hij Pan-Amerikaans beloftenkampioen op de weg. In een wedstrijd waarin beloften en eliterenners samen reden werd Diniz derde, achter José Serpa en Breno Sedoti. Hiermee was Diniz de eerste belofterenner die de eindstreep passeerde, en kreeg zo zowel een bronzen medaille bij de eliterenners, als een gouden medaille bij de beloften
In 2009 werd Diniz betrapt op gebruik van EPO en kreeg een schorsing van twee jaar opgelegd.
In 2013 behaalde hij de grootste overwinning uit zijn carrière toen hij de koninginnenrit van de Ronde van San Luis op zijn naam schreef. In datzelfde jaar kwam Diniz 21 seconden te laat om Rodrigo Nascimento van de Braziliaanse wegtitel af te houden; Diniz strandde op de dichtste ereplaats.

## Belangrijkste overwinningen
2006
7e etappe Ronde van de Staat São Paolo
Eindklassement Ronde van de Staat São Paolo
 Pan-Amerikaans kampioenschap op de weg, Elite
 Pan-Amerikaans kampioen op de weg, Beloften
2007
1e (ploegentijdrit), 2e en 7e etappe Ronde van Santa Catarina
Eindklassement Ronde van Santa Catarina
2008
3e etappe Ronde van Paraná
2009
4e etappe Ronde van Santa Catarina
Eindklassement Ronde van Santa Catarina
2012
Proloog en 1e etappe Ronde van de Staat São Paulo
Eindklassement Ronde van de Staat São Paulo
Bergklassement Ronde van Rio de Janeiro
7e etappe Ronde van Brazilië
2013
3e etappe Ronde van San Luis
2014
Puntenklassement Ronde van Brazilië

## Ploegen
- 2007 –  Scott-Marcondes Cesar-Fadenp São José dos Campos
- 2008 –  Scott-Marcondes Cesar-São José dos Campos
- 2012 –  Real Cycling Team
- 2013 –  Funvic Brasilinvest-São José dos Campos
- 2014 –  Funvic Brasilinvest-São José dos Campos
- 2015 –  Funvic-São José dos Campos
- 2016 –  Funvic Soul Cycles-Carrefour

Diniz · Gohr · Junior · Manarelli · May · Médici · M.Morandi · F.Morandi · Nazaret · Nicácio · Rogelin · N.Santos · C.Santos · R.Silva · V.Silva · Tavares
Diniz · Giacinti · Grizante · Junior · Médici · M.Morandi · F.Morandi · Nazaret · Nicácio · Rogelin · N.Santos · Seabra · Sidoti · R.Silva · Simón
Annunciato · Araújo · Chamorro · Diniz · Issano · Kazumi · Maniezzo · Martins · Moser · Palladino · Ramos · Ribeiro · Rodrigues · Simón · Tavares · Uebelharte
Braga · Bulgarelli · Cabrera · Cardoso · Chamorro · Costa · Diniz · Fiorilli · Garnero · Junqueira · Manarelli · Nazaret · Nicácio · Panizo · Pereira · Pinheiro · A.Santos · D.Santos · Sidoti
Almeida · Braga · Bulgarelli · Cardoso · Chamorro · Diniz · Fialho · Garnero  · Manarelli · Nazaret · Nicácio · L.Pereira · Pinheiro · Ramos · Ribeiro · Rincón · Sánchez · A.Santos · D.Santos · Tamayo
Affonso · Almeida · Braga · Bulgarelli · Cardoso · Chamorro · Díaz · Diniz · Garnero · Gaspar · Manarelli · Nazaret · Pereira · Pinheiro · Ramos · A.Santos · D.Santos
Affonso · Almeida · Bulgarelli · Cardoso · Chamorro · Diniz · Gaspar · Mahler · Manarelli · Nazaret · Nicácio · Piedra · Pinheiro · Quirino · Ramos · Urtasun · Machado (stagiair) · Mendonça (stagiair) · Rincón (stagiair)